# Indocalamus tessellatus
Indocalamus tessellatus là một loài thực vật có hoa trong họ Hòa thảo. Loài này được (Munro) Keng f. mô tả khoa học đầu tiên năm 1957.